# التوليد التوافقي الثاني

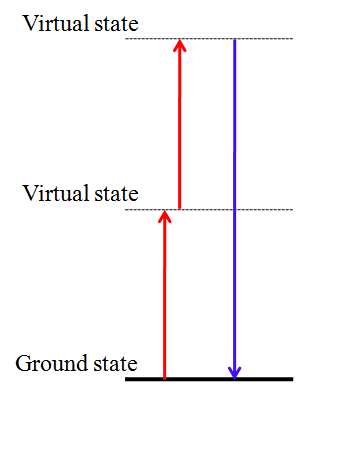
مستويات الطاقة في عملية التوليد التوافقي الثاني

التوليد التوافقي الثاني (SHG/Second Harmonic Generation) أو مضاعفة التردد، هو عملية بصرية لاخطية يتفاعل فيها فوتونان لهما نفس التردد مع مادة لاخطية، ويندمجان معا ليكونا فوتونا جديدا يملك ضعف طاقة الفوتونين الابتدائيين (ضعف التردد ونصف الطول الموجي). فهذه العملية حالة خاصة من توليد الجمع الترددي (Sum-frequency generation).
تحدد القابلية الكهربية اللاخطية من الدرجة الثانية ما إذا كان وسط ما قادرا على إحداث التوليد التوافقي الثاني. فالتوليد التوافقي الثاني، مثلما هو الحال مع الظواهر البصرية اللاخطية من الدرجة الثانية الأخرى، لا يتولد في وسط ذي تماثل انعكاسي.
في بعض الحالات، يمكن أن يتحول ما يقرب من 100% من طاقة الضوء إلى تردد توليد توافقي ثانٍ. تتضمن هذه الحالات عادة استخدام أشعة ليزر نابضة مكثفة تمر عبر بلورات كبيرة، وذلك بشكل منتظم يحرص على إنتاج أطوار متماثلة. وفي حالات أخرى، مثل التصوير المجهري التوافقي الثاني، يتحول جزء صغير فقط من الطاقة إلى تردد توافقي ثان، ومع ذلك يمكننا الكشف عن هذا الضوء باستخدام المرشحات الضوئية.
طبقت عملية التوليد التوافقي الثاني في الاتصالات الراديوية منذ تطويرها في بدايات القرن العشرين، وتم استخدامها عند ترددات في نطاق الميغاهيرتز. فهذه العملية حالة خاصة من مضاعفة الترددات.

## التاريخ
أثبت وجود التوليد التوافقي الثاني لأول مرة بواسطة بيتر فرانكن، أ. إي. هيل، س. بيترز، وج. واينريش بجامعة ميشيغان بآن آربر عام 1961. كان الإثبات ممكنا بفضل اختراع الليزر الذي أوجد الكثافة العالية المطلوبة من الضوء المترابط. حيث قام الباحثون بتركيز ليزر ياقوتي بطول موجي يساوي 694 نانومتر ووجهوه نحو عينة من الكوارتز. ومن ثم، تم توجيه الضوء النافذ نحو مطياف لتسجيل الطيف على ورقة فوتوغرافية، واتضح أن الضوء النافذ له طول موجي يساوي 347 نانومتر. يشتهر عن الورقة البحثية لهذه التجربة أنها عندما كانت ستنشر في مجلة فيزيكال ريفيو ليترز، ظن محرر النسخة أن البقعة الباهتة (ذات الـ 347 نانومترا) الموجودة في الورقة الفوتوغرافية بقعة من الأوساخ، وقام بإزالتها من النسخة. تم وصف صياغة التوليد التوافقي الثاني في البداية من قبل ن. بلويمبيرغن وب. س. بيرشان بجامعة هارفارد، عام 1962. فباستخدامهم معادلات ماكسويل على السطح الفاصل المستوي بين الوسط الخطي واللاخطي، تم تفسير العديد من القوانين الخاصة بتداخل الضوء في الأوساط اللاخطية.

## أنواعه في البللورات

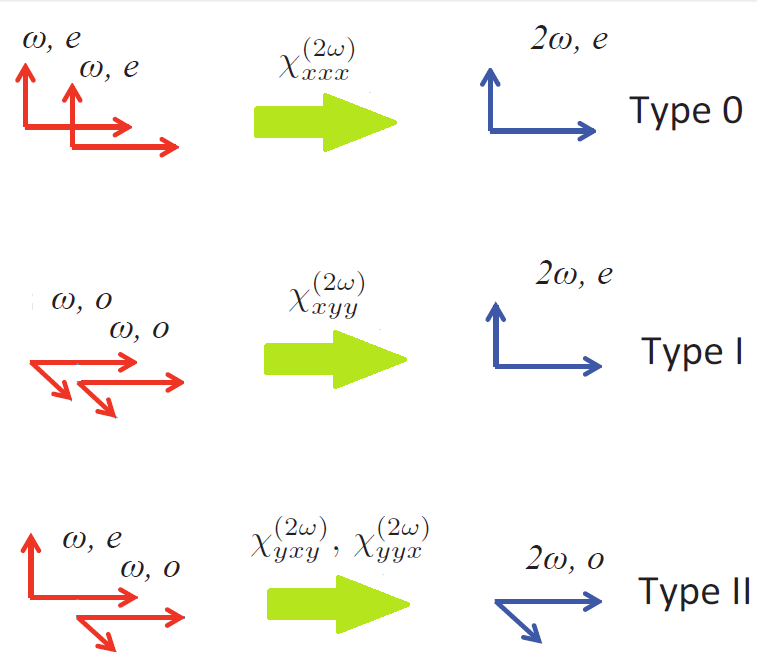
أنواع مختلفة من التوليد التوافقي الثاني ذي الطور المتماثل لضوء مترابط

للتوليد التوافقي الثاني ثلاثة أنواع يرمز لها بـ 0، I، و II. في النوع 0 يكون للفوتونين استقطاب استثنائي بالنسبة إلى البلورة، ويندمج الفوتونان ليكونا فوتونا واحدا له ضعف التردد (الطاقة) وباستقطاب استثنائي. في النوع I يكون للفوتونين استقطاب عادي بالنسبة إلى البلورة، ويندمج الفوتونان ليكونا فوتونا له ضعف التردد وباستقطاب استثنائي. وفي النوع II يكون للفوتونين استقطاب متعامد، ويندمج الفوتونان ليكونا فوتونا له ضعف التردد وباستقطاب استثنائي. ولأي بلورة ذات اتجاه محدد، لا يحدث إلا نوع واحد فقط من هذه الأنواع الثلاثة. وبشكل عام، يتطلب الحصول على النوع 0 وجود بلورة ذات تماثل طوري ظاهري، كبلورات نيوبات الليثيوم المستقطبة دوريا.

## التوليد التوافقي الثاني البصري
لأن الوسط الذي يملك تماثلا انعكاسيا لا يملك القدرة على توليد ضوء توافقي ثانٍ، فإن الأسطح والأسطح الفاصلة أصبحت محط اهتمام دراسات التوليد التوافقي الثاني. ففي الواقع، ينحاز التوليد التوافقي الثاني والترددات الجمعية ضد الإشارات الصادرة عن الأوساط المتكتلة، مما أدخلهما ضمن تصنيف التقنيات السطحية. في عام 1982، برهن ت. هينز ور. شين لأول مرة على إمكانية استخدام التوليد التوافقي الثاني كتقنية تصوير مجهري لسبر الطبقات الجزيئية الأحادية الممتزة على الأسطح. قام هينز وشين بامتزاز صبغة الرودامين على سطح مستو من السيليكا المنصهرة، ومن ثم أطلقا ليزر نانوثانية فائق السرعة على السطح المطلي. بعد ذلك، تم قياس ضوء التوليد التوافقي الثاني الذي يملك الخصائص الطيفية للجزيئات الممتزة، وتم حساب الانتقالات الإلكترونية كانعاس عن السطح، وبرهنت على أن هناك اعتماد تربيعي على قوة ليزر الضخ.
عند استخدام التوليد التوافقي الثاني في الطيفي، فإننا نركز على قياس ضعف التردد الساقط (2ω) مع أخذنا المجال الكهربي في الاعتبار من أجل تحصيل المعلومات عن السطح المراد دراسته. وبشكل بسيط، فالمعادلة التي تصف استقطاب التوليد التوافقي الثاني المستحث خلال وحدة الحجوم {\displaystyle P^{(2)}(2\omega )} يمكن التعبير عنها كما يلي:
{\displaystyle E(2\omega )\propto P^{(2)}(2\omega )=\chi ^{(2)}E(\omega )E(\omega )}
حيث تعرف {\displaystyle \chi ^{(2)}} على أنها موتر القابلية اللاخطية، وهي خاصية مميزة لمواد الأسطح الفاصلة المراد دراستها. المجال الكهربي المتولد  والموتر  المقابل أظهرا أن بإمكانهما الكشف عن معلومات تخص توجه الجزيئات الموجودة على السطح أو الأسطح الفاصلة وكذلك التفاعلات الكيميائية التي تحدث على الأسطح الفاصلة، كما تم استخدامهما في الكيمياء التحليلية للأسطح الفاصلة.

### من الأسطح المستوية
كانت التجارب الأولى في هذا المجال تجرى على الأسطح المعدنية. لكن تم استخدام التوليد التوافقي الثاني لاحقا لفحص السطح الفاصل للماء والهواء، مما أتاح معلومات مفصلة عن التوجه والنظام الجزيئي لواحد من أكثر الأسطح شيوعا. تتضح العوامل الخاصة بـ{\displaystyle \chi ^{(2)}}:  كما يلي:
{\displaystyle {\begin{aligned}\chi _{zzz}^{(2)}&=N_{s}\left\langle \cos ^{3}(\theta )\right\rangle \alpha _{zzz}^{(2)}\\\chi _{xzx}^{(2)}&={\frac {1}{2}}N_{s}\left\langle \cos(\theta )\sin ^{2}(\theta )\right\rangle \alpha _{zzz}^{(2)}\end{aligned}}}
حيث Ns هي كثافة المُمتَز، θ هي زاوية التي يصنعها المحور الجزيئي z مع Z العمودي على السطح، و{\displaystyle \alpha _{zzz}^{(2)}} هي العامل الرئيسي المؤثر في الاستقطاب اللاخطي لجزيء يقطع على السطح الفاصل، ويسمح بتقدير الزاوية θ مع إحداثيات (x, y, z) المعملية كمعطيات. باستخدام هذه الطريقة لتحديد عوامل  هذه، أظهرت قياسات التوجه الجزيئي أن مجموعة الهيدروكسيل في الفينول، على السطح الفاصل بين الماء والهواء، تتجه نحو الماء (كما هو متوقع، نظرا لقدرة مجموعات الهيدروكسيل على تكوين روابط هيدروجينية). إضافة إلى ذلك، كشفت هذه التقنية عن فروق الـ pKa والحركات الدورانية للجزيئات المتموضعة على الأسطح الفاصلة.

### من الأسطح غير المستوية
يمكننا توليد ضوء توافقي ثان من أسطح تكون مستوية بشكل محلي، لكنها قد تملك تماثلا انعكاسيا على مستوى أكبر. أثبتت نظرية حديثة أن إنتاج التوليد التوافقي الثاني من جسيمات كروية صغيرة (على مقياس ميكرومتر أو نانومتر) ممكن عبر إحداث تبعثر ريلييه مناسب. ينكسر التماثل الانعكاسي على سطح الكرات الصغيرة، مما يسمح بإنتاج توليد توافقي ثان ودرجات أخرى من التوافقيات.
يتم حساب إشارة التوليد التوافقي {\displaystyle I_{2\omega }^{\text{total}}} لنظام غروي قليل التركيز من الجسيمات الميكروية كالآتي:
{\displaystyle I_{2\omega }^{\text{total}}\propto \sum \limits _{j=1}^{n}\left(E_{j}^{2\omega }\right)^{2}=n\left(E^{2\omega }\right)^{2}=nI_{2\omega }}
حيث {\displaystyle E_{j}^{2\omega }} هي مجال التوليد التوافقي الثاني الناجم عن الجسيم رقم j، وn هي كثافة الجسيمات. يكون ضوء التوليد التوافقي الثاني الناجم عن كل جسيم مترابطا، لكنه يصبح غير مترابط عندما يضاف إلى ضوء التوليد التوافقي الثاني الناجم عن الجسيمات الأخرى (عندما تكون الكثافة صغيرة بما يكفي). وبذلك، فإن التوليد التوافقي الثاني يتولد من أسطح فاصلة لجسيمات كروية فحسب، ويكون مستقلا عن التآثرات بين الجسيمات وبعضها البعض. وقد وجد أيضا أن المجال الكهربي  يتناسب مع مكعب نصف قطر الجسيم (a3).
إلى جانب الجسيمات الكروية، أجريت دراسات على جسيمات صغيرة أخرى مثل القضبان النانوية باستخدام التوليد التوافقي الثاني. كما أمكن إجراء دراسات على الجسيمات الصغيرة في الأنظمة الغروية وكذلك الجامدة. فقد تضمنت التجارب الأخيرة لاستخدام التوليد التوافقي الثاني للأنظمة غير المستوية نقلا للطاقة الحركية عبر جدران الخلايا الحية وتم استخدامه أيضا مع المواد النانوية المعقدة.

## التحليل الطيفي باستخدام التوليد التوافقي الثاني
في العلوم البيولوجية والطبية، يتم استخدام التوليد التوافقي الثاني في إجراء فحوص تصويرية مجهرية عالية الدقة. فبسبب معامل التوليد التوافقي الثاني اللاصفري، فإن المركبات ذات التناظر اللامركزي فقط هي من يمكنها إشعاع ضوء توليد توافقي ثان. من أمثلة هذه المركبات، الكولاجين، والذي يتواجد في معظم الأنسجة الحاملة. باستخدام ليزر ذي نبض قصير مثل ليزر الفيمتوثانية وبضبط المرشحات الضوئية، يمكن بسهولة فصل ضوء الإثارة عن ضوء التردد المضاعف لإشارة التوليد التوافقي الثاني. يسمح ذلك بإنتاج دقة محورية وجانبية كبيرة للغاية، مقارنة بتلك الخاصة بالمجهر البؤري، وذلك دون الحاجة إلى استخدام الثقوب. استخدم التوليد التوافقي الثاني في دراسات أجريت على القرنية وعلى الصفيحة المصفوية للصلبة، حيث يعد الكولاجين مكونا رئيسيا بهما. يمكن إحداث توليد توافقي ثان باستخدام العديد من الصبغات العضوية ذات التماثل اللامركزي، ومع ذلك، فمعظم الصبغات العضوية تولد فلوريسينا جانبيا بجوار إشارات التوليد التوافقي الثاني. وحتى الآن، لم نجد سوى فئتين من الصبغات العضوية التي لا تنتج أي فلوريسين جانبي، وتنتج إشارات توافق ثان بشكل نقي. وقد أظهر مجموعة من الباحثين من جامعة أكسفورد في تجربة، استخدموا فيها ضوءا مثارا من الفلوريسين ثنائي الفوتون وتوليدا توافقيا ثانيا للتحليل الطيفي، أن الجزيئات العضوية من نوع بوفيرين تستطيع أن تمتلك عزوما ثنائية القطب مختلفة للفلوريسين والتوليد التوافقي الثاني، وهو عكس ما كان يعتقد سابقا عن تساوي العزوم.
يطبّق التحليل الطيفي باستخدام التوليد التوافقي الثاني أيضا في العلوم علوم المواد من أجل الحصول على وصف فوري للمواد النانوية.

## الاستخدامات التجارية
يستخدم التوليد التوافقي الثاني في صناعات الليزر لصنع ليزر أخضر (ذي طول موجي يساوي 532 نانومتر) من مصدر ذي 1064 نانومتر. يتم ضخ المصدر ذي الـ 1064 نانومتر عبر بلورات فوسفات البوتاسيوم ثنائي الهيدروجين (KDP). وفي حالة ليزر الدايود عالي الدقة، تغطى البلورات عند المخرج بمرشح أشعة تحت حمراء لمنع تسريب الضوء ذي الـ 1064 نانومتر أو ضوء الأشعة تحت الحمراء ذي الـ 808 نانومتر إلى داخل الحزمة الضوئية. فهذان الترددان ليسا مرئيين، ولا يتسببان في إحداث رد فعل دفاعي من قبل العين (مُنعكَس الطّرف)، ولذلك فبإمكانهما أن يشكلا خطرا على العيون. وعلاوة على ذلك، فإن بعض نظارات الحماية من الليزر تصنع للّيزر الأخضر أو ليزر الأرجون، وبذلك فقد ترشح المكون الأخضر خارجا، مما يعطي إحساسا خاطئا بالأمان، ويتسبب في انبعاث الأشعة تحت الحمراء. ورغم ذلك، أصبحت بعض مؤشرات الليزر الخضراء متاحة في السوق دون مرشح الأشعة تحت الحمراء باهظ الثمن، وفي الغالب لا يتم التحذير من ذلك. يستخدم التوليد التوافقي الثاني أيضا في قياس نطاق النبض فائق القصر بواسطة الترابط التلقائي للكثافة.

## اشتقاق القانون
الحالة الأبسط لتحليل يجرى باستخدام التوليد التوافقي الثاني هو توليد موجة مستوية بسعة مقدارها، لتنتشر الموجة في وسط لاخطي في اتجاه متجهها الموجي k. ينشأ الاستقطاب عند تردد التوليد التوافقي الثاني
{\displaystyle P(2\omega )=\epsilon _{0}\chi ^{(2)}E^{2}(\omega )=2\epsilon _{0}d_{\text{eff}}(2\omega ;\omega ,\omega )E^{2}(\omega ),\,}
حيث  هو المعامل البصري اللاخطي الفعال الذي يعتمد على عوامل  التي يتضمنها هذا التفاعل بعينه. تكون المعادلة الموجية عند التردد (2ω) (وبفرض أن الفقد مهمل، وبأخذ التغير البطيء لمنحنى سعة الموجة في الاعتبار)، كما يلي:
{\displaystyle {\frac {\partial E(2\omega )}{\partial z}}=-{\frac {i\omega }{n_{2\omega }c}}d_{\text{eff}}E^{2}(\omega )e^{i\Delta kz}}
حيث: {\displaystyle \Delta k=k(2\omega )-2k(\omega )}